# Grasshopper Club Zürich 2011-2012
Questa voce raccoglie le informazioni riguardanti il Grasshopper Club Zürich nelle competizioni ufficiali della stagione 2011-2012.

## Stagione
Nella stagione 2011-2012 il Grasshoppers, allenato da Ciriaco Sforza e Ulrich Forte, concluse il campionato di Super League all'8º posto. In Coppa Svizzera il Grasshoppers fu eliminato ai quarti di finale dal Lucerna.

## Rosa
| N. |                                 | Ruolo | Calciatore       |
| -- | ------------------------------- | ----- | ---------------- |
| 1  | Svizzera (bandiera)             | P     | Roman Bürki      |
| 3  | Brasile (bandiera)              | D     | Paulinho         |
| 5  | Svizzera (bandiera)             | D     | Michael Lang     |
| 6  | Svizzera (bandiera)             | D     | Boris Smiljanić  |
| 8  | Albania (bandiera)              | C     | Amir Abrashi     |
| 9  | Portogallo (bandiera)           | A     | Paiva            |
| 10 | Svizzera (bandiera)             | C     | Davide Callà     |
| 11 | Venezuela (bandiera)            | C     | Frank Feltscher  |
| 13 | Albania (bandiera)              | D     | Taulant Xhaka    |
| 14 | Bosnia ed Erzegovina (bandiera) | C     | Izet Hajrović    |
| 15 | Svizzera (bandiera)             | C     | Ricardo Cabanas  |
| 16 | Paesi Bassi (bandiera)          | A     | Daniël de Ridder |
| 17 | Svizzera (bandiera)             | D     | Marco Kehl-Gómez |
| 18 | Svizzera (bandiera)             | P     | Davide Taini     |
| 19 | Bosnia ed Erzegovina (bandiera) | D     | Daniel Pavlović  |

| N. |                                 | Ruolo | Calciatore        |
| -- | ------------------------------- | ----- | ----------------- |
| 20 | Svizzera (bandiera)             | C     | Denis Simijonovic |
| 21 | Bosnia ed Erzegovina (bandiera) | C     | Davor Landeka     |
| 22 | Svizzera (bandiera)             | D     | Gianluca Hossmann |
| 23 | Italia (bandiera)               | D     | Iacopo La Rocca   |
| 24 | Kosovo (bandiera)               | C     | Imran Bunjaku     |
| 25 | Svizzera (bandiera)             | C     | Endoğan Adili     |
| 27 | Kosovo (bandiera)               | C     | Mërgim Brahimi    |
| 28 | RD del Congo (bandiera)         | C     | Nzuzi Toko        |
| 29 | Svizzera (bandiera)             | D     | Levent Gülen      |
| 31 | Serbia (bandiera)               | C     | Sehar Fejzulahi   |
| 31 | Svizzera (bandiera)             | C     | Steven Zuber      |
| 32 | Francia (bandiera)              | A     | Mohamed Coulibaly |
| 33 | Svizzera (bandiera)             | P     | Alessandro Merlo  |
| 34 | Austria (bandiera)              | D     | Moritz Bauer      |
| 35 | Macedonia del Nord (bandiera)   | A     | Orhan Mustafi     |

## Organigramma societario
Area tecnica
- Allenatore: Ulrich Forte
- Allenatore in seconda: Zoltan Kadar
- Preparatore dei portieri: Christoph Born
- Preparatori atletici: Harun Gülen

## Calciomercato

### Sessione estiva
| Acquisti | Acquisti          | Acquisti          | Acquisti |
| R.       | Nome              | da                | Modalità |
| -------- | ----------------- | ----------------- | -------- |
| D        | Moritz Bauer      | Grasshoppers II   |          |
| C        | Mërgim Brahimi    | Grasshoppers II   |          |
| A        | Daniël de Ridder  | Wigan             |          |
| C        | Frank Feltscher   | Bellinzona        |          |
| D        | Iacopo La Rocca   | Bellinzona        |          |
| C        | Davor Landeka     | Rijeka            |          |
| D        | Michael Lang      | San Gallo         |          |
| A        | Orhan Mustafi     | Arminia Bielefeld |          |
| A        | Paiva             | Lucerna           |          |
| C        | Denis Simijonovic | Winterthur        |          |
| P        | Davide Taini      | Wil               |          |

| Cessioni | Cessioni          | Cessioni        | Cessioni |
| R.       | Nome              | a               | Modalità |
| -------- | ----------------- | --------------- | -------- |
| A        | Innocent Emeghara | Lorient         |          |
| D        | Josip Colina      | Lugano          |          |
| C        | Vullnet Basha     | Grasshoppers II |          |
| C        | Charyl Chappuis   | Locarno         |          |
| D        | Dušan Cvetinović  | Vaduz           |          |
| A        | Mario Frick       | Balzers         |          |
| C        | Milan Gajić       | Zurigo          |          |
| A        | Mirco Graf        | Chiasso         |          |
| P        | Swen König        | Bellinzona      |          |
| C        | Steven Lang       | Losanna         |          |
| A        | Vincenzo Rennella | Genoa           |          |
| A        | Alessandro Riedle | Bellinzona      |          |
| D        | Enzo Ruiz         | Bellinzona      |          |
| C        | Vero Salatic      | Omonia          |          |
| D        | Denis Simani      | Brühl           |          |
| P        | Raphael Spiegel   | Wil             |          |
| C        | Andrés Vásquez    | Häcken          |          |
| D        | Kay Voser         | Basilea         |          |

### Sessione invernale
| Acquisti | Acquisti        | Acquisti | Acquisti |
| R.       | Nome            | da       | Modalità |
| -------- | --------------- | -------- | -------- |
| D        | Taulant Xhaka   | Basilea  |          |
| C        | Sehar Fejzulahi | Wil      |          |

| Cessioni | Cessioni          | Cessioni    | Cessioni |
| R.       | Nome              | a           | Modalità |
| -------- | ----------------- | ----------- | -------- |
| C        | Remo Freuler      | Winterthur  |          |
| D        | Guillermo Vallori | Monaco 1860 |          |

## Risultati

### Super League

#### Prima fase, girone di andata
| Arbitro: | Klossner |

|                        |           |  |
| Zuber 56’ Emeghara 82’ | Marcatori |  |

| Arbitro: | Kever |

|                                |           |  |
| Andrist 43’, 50’ Schneuwly 58’ | Marcatori |  |

| Arbitro: | Laperrière |

|                            |           |               |
| Feltscher 67’ Emeghara 77’ | Marcatori | 55’, 88’ Frei |

| Arbitro: | Bieri |

|                                                                          |           |  |
| Aegerter 15’ Alphonse 49’ Koch 54’ Mehmedi 67’ Kukuruzović 77’ Nikçi 87’ | Marcatori |  |

| Arbitro: | Jaccottet |

|  |           |                                      |
|  | Marcatori | 14’ Farnerud 80’ Costanzo 90’ Mayuka |

| Arbitro: | Zimmermann |

|                                |           |                                          |
| Eudis 23’ Routis 49’ Nater 66’ | Marcatori | 4’ Vallori 29’, 52’, 73’ (rig.) Emeghara |

| Arbitro: | Klossner |

|  |           |            |
|  | Marcatori | 12’ Stahel |

| Arbitro: | Wermelinger |

|                        |           |  |
| Uche 22’ Seferović 66’ | Marcatori |  |

| Arbitro: | Graf |

|                          |           |  |
| Feindouno 11’ Mutsch 42’ | Marcatori |  |

#### Prima fase, girone di ritorno
| Arbitro: | Studer |

|  |           |               |
|  | Marcatori | 75’ Seferović |

| Arbitro: | Kever |

|                                  |           |          |
| Mustafi 12’ Feltscher 74’ (rig.) | Marcatori | 43’ Koch |

| Arbitro: | Carrell |

|  |           |             |
|  | Marcatori | 64’ Mustafi |

| Arbitro: | Graf |

|          |           |                                                           |
| Lang 85’ | Marcatori | 10’ Karanović 66’ Vitkieviez 90’ Moubandje 90’ de Azevedo |

| Arbitro: | Zimmermann |

|                                          |           |          |
| Shaqiri 6’ Andrist 19’ Frei 26’ Frei 77’ | Marcatori | 68’ Toko |

| Arbitro: | Laperrière |

|                           |           |         |
| Mustafi 10’ Feltscher 37’ | Marcatori | 29’ Sio |

| Arbitro: | Studer |

|                    |           |           |
| Gygax 68’ Sarr 80’ | Marcatori | 51’ Zuber |

| Arbitro: | San |

|           |           |  |
| Zuber 89’ | Marcatori |  |

| Arbitro: | Kever |

|                     |           |              |
| Negrão 5’ Marin 36’ | Marcatori | 64’ Pavlović |

#### Seconda fase, girone di andata
| Arbitro: | Studer |

|  |           |               |
|  | Marcatori | 45’ Schneuwly |

| Arbitro: | Zimmermann |

|                       |           |  |
| Nikçi 46’, 51’ (rig.) | Marcatori |  |

| Arbitro: | Bieri |

|                                    |           |               |
| Yartey 56’ Karanović 90’ Eudis 90’ | Marcatori | 52’ de Ridder |

| Zurigo 26 febbraio 2012, ore 16:00 CET 22ª giornata | Grasshoppers | 0 – 0 referto | Losanna | Stadio Letzigrund (3 000 spett.)\| Arbitro: \| Hänni \| |
| Arbitro:                                            | Hänni        |               |         |                                                         |

| 4 marzo 2012, ore CET 23ª giornata | Neuchâtel Xamax | 0 – 0 referto | Grasshoppers |  |

| Arbitro: | Carrell |

|  |           |                      |
|  | Marcatori | 5’ Shaqiri 40’ Degen |

| Arbitro: | Jaccottet |

|                             |           |  |
| Feltscher 65’ de Ridder 90’ | Marcatori |  |

| Arbitro: | Gremaud |

|                  |           |  |
| Hochstrasser 25’ | Marcatori |  |

| Arbitro: | Zimmermann |

|  |           |                        |
|  | Marcatori | 45’ Vanczák 49’ Bühler |

#### Seconda fase, girone di ritorno
| 7 aprile 2012, ore CEST 28ª giornata | Grasshoppers | 0 – 0 referto | Neuchâtel Xamax |  |

| Arbitro: | Amhof |

|                    |           |                            |
| Bobadilla 18’, 48’ | Marcatori | 38’ de Ridder 88’ Hajrović |

| Thun 21 aprile 2012, ore 17:45 CEST 30ª giornata | Thun    | 0 – 0 referto | Grasshoppers | Arena Thun (5 122 spett.)\| Arbitro: \| Gremaud \| |
| Arbitro:                                         | Gremaud |               |              |                                                    |

| Arbitro: | Schüttengruber |

|                |           |                     |
| Zuber 50’, 76’ | Marcatori | 26’ Hyka 28’ Winter |

| Arbitro: | Wermelinger |

|  |           |                                              |
|  | Marcatori | 31’ Moutinho 51’ (rig.) de Azevedo 89’ Nater |

| Arbitro: | Amhof |

|                                          |           |               |
| Ianu 15’ (rig.) Crettenand 29’ Yerly 50’ | Marcatori | 7’, 22’ Zuber |

| Arbitro: | Bieri |

|                                                                    |           |                         |
| Stocker 28’ Zoua 38’, 81’ Feltscher 46’ (aut.) Frei 69’ Huggel 70’ | Marcatori | 4’, 72’ Paiva 73’ Zuber |

| Arbitro: | Klossner |

|  |           |              |
|  | Marcatori | 75’ Djimsiti |

| Arbitro: | Zimmermann |

|                        |           |           |
| Roux 39’ Moussilou 86’ | Marcatori | 19’ Paiva |

### Coppa Svizzera
| 17 settembre 2011, ore 18:00 CEST Primo turno | FC Töss | 0 – 10 | Grasshoppers |  |

| 16 ottobre 2011, ore 14:30 CEST Secondo turno | Chiasso | 0 – 1 | Grasshoppers |  |

| 27 novembre 2011, ore 14:30 CET Ottavi di finale | Kriens | – | Grasshoppers |  |

| 20 marzo 2012, ore 20:15 CET Quarti di finale | Lucerna | 3 – 0 | Grasshoppers |  |

## Statistiche

### Statistiche di squadra
| Competizione   | Punti | In casa | In casa | In casa | In casa | In casa | In casa | In trasferta | In trasferta | In trasferta | In trasferta | In trasferta | In trasferta | Totale | Totale | Totale | Totale | Totale | Totale | DR  |
| Competizione   | Punti | G       | V       | N       | P       | Gf      | Gs      | G            | V            | N            | P            | Gf           | Gs           | G      | V      | N      | P      | Gf     | Gs     | DR  |
| -------------- | ----- | ------- | ------- | ------- | ------- | ------- | ------- | ------------ | ------------ | ------------ | ------------ | ------------ | ------------ | ------ | ------ | ------ | ------ | ------ | ------ | --- |
| Super League   | 28    | 18      | 5       | 4       | 9       | 14      | 24      | 18           | 2            | 3            | 13           | 17           | 43           | 36     | 7      | 7      | 22     | 31     | 67     | -36 |
| Coppa Svizzera | -     | 0       | 0       | 0       | 0       | 0       | 0       | 3            | 2            | 0            | 1            | 11           | 3            | 3      | 2      | 0      | 1      | 11     | 3      | +8  |
| Totale         | 28    | 18      | 5       | 4       | 9       | 14      | 24      | 21           | 4            | 3            | 14           | 28           | 46           | 39     | 9      | 7      | 23     | 42     | 70     | -28 |

### Andamento in campionato
| Giornata  | 1 | 2 | 3 | 4 | 5 | 6 | 7 | 8 | 9 | 10 | 11 | 12 | 13 | 14 | 15 | 16 | 17 | 18 | 19 | 20 | 21 | 22 | 23 | 24 | 25 | 26 | 27 | 28 | 29 | 30 | 31 | 32 | 33 | 34 | 35 | 36 |
| --------- | - | - | - | - | - | - | - | - | - | -- | -- | -- | -- | -- | -- | -- | -- | -- | -- | -- | -- | -- | -- | -- | -- | -- | -- | -- | -- | -- | -- | -- | -- | -- | -- | -- |
| Luogo     | C | T | C | T | C | T | C | T | T | C  | C  | T  | C  | T  | C  | T  | C  | T  | C  | T  | T  | C  | T  | C  | C  | T  | C  | C  | T  | T  | C  | C  | T  | T  | C  | T  |
| Risultato | V | P | N | P | P | V | P | P | P | P  | V  | V  | P  | P  | V  | P  | V  | P  | P  | P  | P  | N  | N  | P  | V  | P  | P  | N  | N  | N  | N  | P  | P  | P  | P  | P  |
| Posizione | 2 | 6 | 6 | 6 | 7 | 5 | 7 | 8 | 8 | 8  | 8  | 6  | 8  | 8  | 7  | 8  | 8  | 8  | 8  | 8  | 8  | 8  | 8  | 8  | 8  | 8  | 8  | 8  | 8  | 8  | 7  | 7  | 8  | 8  | 8  | 8  |

Legenda:

Luogo: C = Casa; T = Trasferta. Risultato: V = Vittoria; N = Pareggio; P = Sconfitta.

### Statistiche dei giocatori
| A. Abrashi     | 15 | 0 | 3  | 1 |
| E. Adili       | 5  | 0 | 0  | 0 |
| M. Bauer       | 16 | 0 | 4  | 0 |
| M. Brahimi     | 14 | 0 | 0  | 0 |
| B. Bruno       | 23 | 0 | 3  | 1 |
| I. Bunjaku     | 0  | 0 | 0  | 0 |
| R. Bürki       | 31 | 0 | 1  | 1 |
| R. Cabanas     | 0  | 0 | 0  | 0 |
| D. Callà       | 13 | 0 | 1  | 0 |
| M. Coulibaly   | 5  | 0 | 0  | 0 |
| I. Emeghara    | 7  | 5 | 3  | 0 |
| S. Fejzulahi   | 6  | 0 | 0  | 0 |
| F. Feltscher   | 32 | 4 | 6  | 0 |
| R. Freuler     | 7  | 0 | 0  | 0 |
| L. Gülen       | 0  | 0 | 0  | 0 |
| I. Hajrović    | 21 | 1 | 2  | 1 |
| G. Hossmann    | 0  | 0 | 0  | 0 |
| M. Kehl-Gómez  | 6  | 0 | 1  | 0 |
| D. Landeka     | 8  | 0 | 1  | 0 |
| M. Lang        | 26 | 1 | 6  | 1 |
| A. Merlo       | 0  | 0 | 0  | 0 |
| O. Mustafi     | 18 | 3 | 2  | 0 |
| P. Paiva       | 13 | 3 | 2  | 0 |
| P. Paulinho    | 20 | 0 | 4  | 0 |
| D. Pavlović    | 14 | 1 | 4  | 1 |
| I. Rocca       | 19 | 0 | 6  | 1 |
| D. Simijonovic | 8  | 0 | 1  | 0 |
| B. Smiljanić   | 19 | 0 | 2  | 1 |
| D. Taini       | 4  | 0 | 0  | 0 |
| N. Toko        | 31 | 1 | 11 | 0 |
| G. Vallori     | 11 | 1 | 1  | 0 |
| J. Vogel       | 3  | 0 | 1  | 0 |
| T. Xhaka       | 13 | 0 | 3  | 0 |
| S. Zuber       | 31 | 8 | 4  | 0 |
| D. de Ridder   | 21 | 3 | 4  | 1 |